# Železniška proga Ormož–Hodoš–d. m.
Železniška proga Ormož–Hodoš–državna meja je ena izmed glavnih železniških prog, ki sestavljajo železniško omrežje v Sloveniji.
Začetna železniška postaja je Ormož, medtem ko je končna Hodoš. Po končni postaji se proga nadaljuje na Madžarsko.

## Zgodovina proge
Leta 1907, v času Avstro-Ogrske monarhije, je bila zgrajena proga Murska Sobota–Zalalövő. Ker je del Prekmurja do Murske Sobote spadal pod ogrsko oblast, je Ogrska monarhija zgradila progo do meje svoje pravne oblasti in s tem povezala Mursko Soboto s centrom v Budimpešti.
V času Kraljevine SHS, 1924. leta, je bil zgrajen tudi odsek proge Ljutomer–Murska Sobota. Tako je z vzpostavitvijo proge Prekmurje postalo povezano s centrom v Ljubljani in istočasno je proga povezala Slovenijo z Budimpešto.
1945. leta je madžarska stran zaradi upada prometa ukinila progo med Zalalövőm in Hodošem. Zgrajena je bila namreč proga Budimpešta–Zagreb–Reka; slednja je postala madžarsko matično pristanišče, proga pa prometno pomembnejša kot ukinjeni odsek. Meja med Jugoslavijo in Madžarsko pa je postala meja na "železni zavesi", zato se je moralo število mejnih prehodov z Madžarsko v tistem času zmanjšati.
Leta 1968 pa je tudi slovenska stran zaradi racionalizacije železniškega sektorja med drugimi progami ukinila tudi progo Murska Sobota–Hodoš.

### Odsek Puconci–Hodoš–državna meja–Zalalövő
Zamisel o gradnji manjkajoče proge se je porodila kmalu po ukinitvi proge v letu 1968, saj je Slovenija in s tem slovensko gospodarstvo z ukinitvijo proge izgubilo neposredno povezavo z Madžarsko. Prvi dokumenti o tem segajo že v sredino sedemdesetih let 20. stoletja, medtem ko je bila že leta 1981 izdelana prva študija, ki je ocenjevala možnosti ponovne vzpostavitve železniške povezave in ocenjevala ekonomičnost izgradnje take proge.
Gradnja nove povezave se je uradno začela 30. aprila 1999, ko je bil položen temeljni kamen. Progo je projektiralo SŽ - Projektivno podjetje, zgradilo jo je podjetje SCT, d.d., s partnerjema GIZ Gradis in Primorje, d.d. Signalnovarnostne in telekomunikacijske naprave je projektiralo in vgradilo podjetje Siemens AG Avstrija. Tirnice so se na mejni postaji Hodoš srečale konec septembra 2000.
Železniška proga je na omenjenem odseku enotirna elektrificirana proga dolžine 43,5 kilometra, od tega je je v Sloveniji 24,5 kilometra, na Madžarskem pa 19 kilometrov. Opremljena je z najsodobnejšimi elektronskimi signalnovarnostnimi in telekomunikacijskimi napravami, večina križanj s cestami je izvennivojskih, vsa nivojska križanja pa so zavarovana z avtomatskimi zapornicami ali s polzapornicami. Proga omogoča teoretične hitrosti vlakov do 160 kilometrov na uro.
16. maja 2001 sta predsednika vlad Slovenije in Madžarske Janez Drnovšek in Viktor Orbán slovesno odprla novo progo, s tem je bila ponovno vzpostavljena neposredna železniška povezava med sosednjima državama. Prvi vlaki so po novi progi zapeljali takoj po odprtju 17. maja 2001.
Odsek Puconci–Hodoš je bil zadnji manjkajoči del V. kretskega prometnega koridorja Lyon–Milano–Benetke–Ljubljana–Budimpešta–Kijev oziroma v letu 2010 nastalega 6. prednostnega transportnega koridorja Almeria–Valencija–Lyon–Milano–Benetke–Ljubljana–Budimpešta–Záhony. Je sestavni del slovenskega železniškega magistralnega omrežja Koper/Sežana - Ljubljana - Pragersko - Hodoš in povezuje severno Italijo, luko Koper in Slovenijo s Srednjo in Vzhodno Evropo.